# 苓北町立都呂々中学校
苓北町立都呂々中学校（れいほくちょうりつ とろろちゅうがっこう）は、かつて熊本県天草郡苓北町都呂々にあった中学校。

## 沿革
- 1947年（昭和22年）4月22日 - 都呂々村立都呂々中学校設立
- 1955年（昭和30年）- 苓北町立都呂々中学校と改称
- 2015年（平成27年）- 苓北町立苓北中学校に統合

## クラブ活動

### 運動部
- ハンドボール部 - 第16回全国中学校ハンドボール大会（1987年・開催地：岐阜）男子の部　優勝